# Diolenius venustus
Diolenius venustus är en spindelart som beskrevs av Tord Tamerlan Teodor Thorell 1881. Diolenius venustus ingår i släktet Diolenius och familjen hoppspindlar. Inga underarter finns listade i Catalogue of Life.